# Kalsnavas pagasts
La paroisse de Kalsnava (en letton : Kalsnavas pagasts) est une unité administrative de la commune de Madona en Lettonie. Son territoire s'étend entre les cours d'eau l'Aiviekste et la Veseta. Son centre administratif est le village Jaunkalsnava. Parmi ses autres localités on peut citer Veckalsnava, Aiviekste, Jāņukalns.

## Histoire
Kalsnava a été connu depuis le XIVe siècle. En 1935, son territoire était de 178 km2. En 1945, sous occupation soviétique, on a fondé les selsovets de Jāņukalns, Jaunkalsnava et Veckalsnava. Le pagasts fut officiellement supprimé en 1949. Entre 1951 et 1954, on a créé par la fusion de ses communes celle de Kalsnava. En 1990, Kalsnava a été réorganisé en Kalsnavas pagasts et les communes constituantes ont été rétablies. Après la réforme territoriale du 2009, le pagasts fut administrativement attaché à Madonas novads.

## Patrimoine naturel

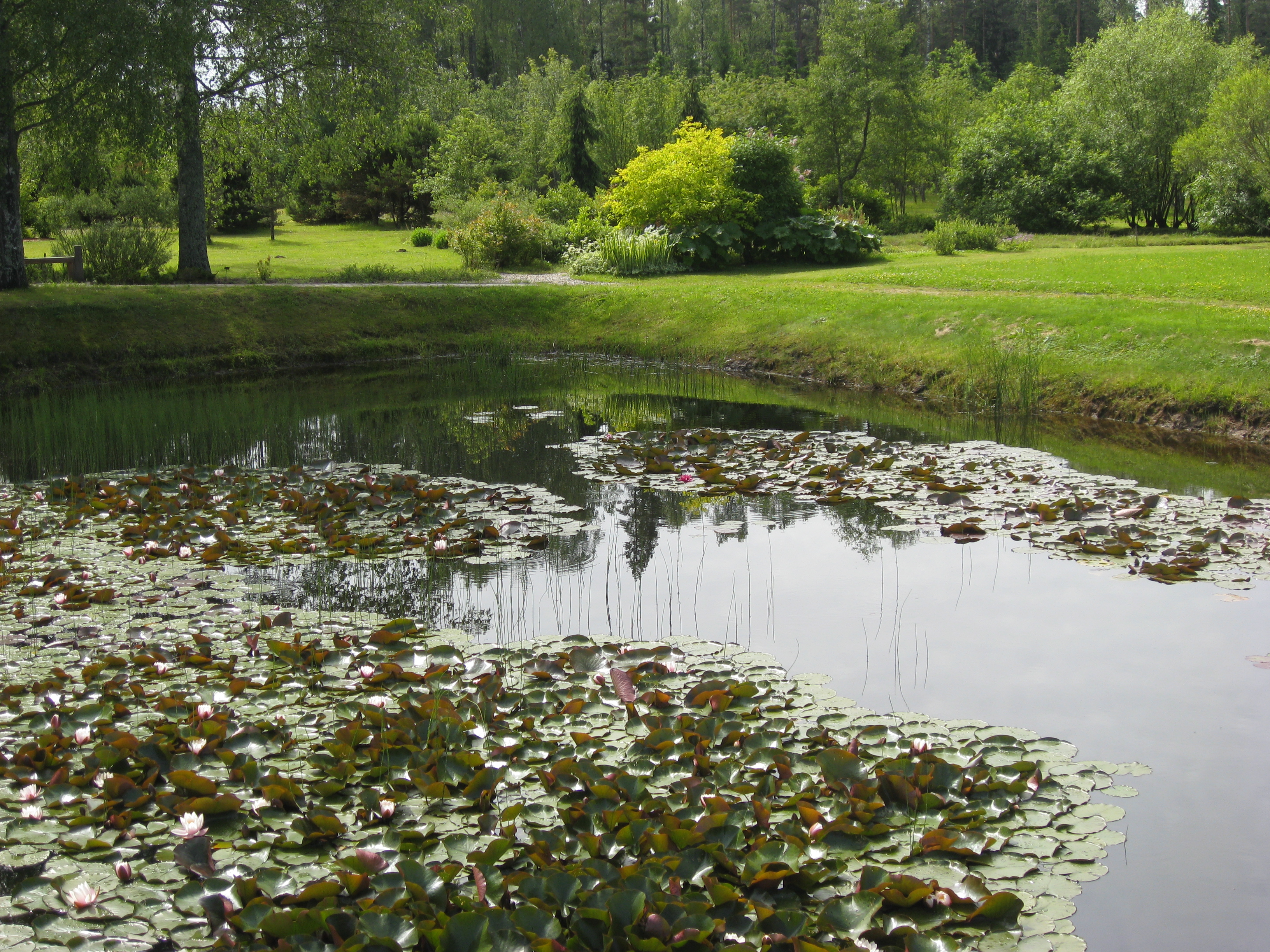
L'arboretum de Kalsnava

L'eau occupe environ 272,7 ha ou 1,85 % du territoire de Kalsnavas pagasts. Les plus grands cours d'eau sont l'Aiviekste, la Veseta, l'Antonīca, la Svirēja, la Savīte, la Taurupīte, l'Arona, la Bērzaune, la Taleja, la Timsmalīte et la Vēžaunīca. Le plus grand des lacs, Kalsnavas ezers, se trouve au centre du village Jaunkalsnava. Sa superficie est de 23,4 ha.
On y dénombre neuf gravières et sablières ainsi que plusieurs tourbières.
La forêt occupe environ 7 778,6 ha ou 52,9 % du territoire. Les arbres les plus répandus sont les pins et les bouleaux (39 % et 25 %), les sapins (15 %) et les aulnes blancs (15 %).
La paroisse accueille un arboretum de 143 hectares qui, avec 2 500 variétés, est le plus grand arboretum de l'est du pays et l'un des plus importants de Lettonie, donc des Pays Baltes.

## Transport
Ici passent les routes régionales P37 (Pļaviņas (Gostiņi)-Madona-Gulbene) et P82 (Jaunkalsnava-Lubāna) et quatre routes locales.

## Sites protégés
Sur le territoire du pagasts se trouvent sept sites archéologiques classés monuments du patrimoine culturel, dont cinq d'importance nationale.